# 天上掉下个猪八戒
《天上掉下个猪八戒》是2005年在中国中央电视台综合频道播出的中国大陆国产动画片，原型是中国古代名著《西游记》中角色“猪八戒”。该片由江通动画制作。

## 剧情
在王母娘娘的生日宴会上，猪八戒看了月宫仙子嫦娥的美貌之后，垂涎她的美色，结果被玉皇大帝贬下人间。猪八戒在押送过程中企图逃亡，结果错误地投胎，变成一头猪。观音菩萨为帮助猪八戒，给了他灵芝露。土地公公无意间打翻了灵芝露瓶子，猪八戒的容貌从猪变成了猪头人身。猪八戒不堪受辱，飞回天庭向玉皇大帝讨个说法，遭到他昔日副将福迪的奚落。为了报复福迪，猪八戒把天河挖开了，福迪因此也被贬下人间。福迪因此对猪八戒怀恨在心，两人在人间开始斗智斗力，由此衍生了一系列的嬉笑幽默的故事。

## 演员
- 孙晔 配音 猪八戒[3]

## 制作
该片2000年开始策划，2005年首次推出。

## 上映
该片曾参加昂西动画节、东京动画节、渥太华动画节。
2005年，该片的收视率是4.19%。
该片已经制作到了208集。

## 动画音乐
片头片尾曲：天上掉下个猪八戒；作词：方润南；作曲：郑方；原唱：渠成

## 奖项
| 年份 | 奖项                                          | 是否得奖 | 备注  |
| ---- | --------------------------------------------- | -------- | ----- |
| 2005 | 中国国际动漫数码节“最佳电视片”奖              | 獲獎     |       |
| 2006 | 中国国际动漫影视作品“美猴奖”系列动画片特别奖  | 獲獎     |       |
| 2007 | 中国中央电视台动画“最佳造型奖                 | 獲獎     |       |
| 2012 | 第22届中国广播影视大奖·广播电视节目奖“星光奖” | 獲獎     | [ 5 ] |